# Harjit Harman
Harjit Harman (Patiala, 11 de septiembre de 1975) es un famoso cantante indio de Panyab.
Nació en la aldea Doda, en el distrito de Patiala, cerca de la ciudad de Nabha (estado de Panyab).
En idioma panyabí su nombre se escribe ਹਰਜੀਤ ਹਰਮਨ.

## Carrera
Aunque Harjit ha estado activo en la música panyabí desde 1999, tuvo que esperar hasta 2002 para encontrar la fama con su álbum en solitario titulado Zanjeeri. Desde entonces ha producido varios álbumes que han sido éxito como Panjebaan, Mundri, Hoor y entre otros.
En 2011, su álbum Shaan-E-Quam (‘orgullo de la nación’) fue nominado bajo los Premios de Música Mundial de la India en la categoría «mejor álbum de folk».

## Música
Harjit Harman tiene una voz única que es melodiosa y fuerte al mismo tiempo. Su estilo ha sido popularizado por Hans Raj Hans y Maan Harbhajan y sigue siendo uno de los intérpretes indios más populares, entre una nueva generación de los amantes de la música panyabí.

## Filmografía
- 2012: Desi Romeos.

## Discografía
- 1999: Kudi Chiran Ton Vichhari.
- 2002: Tere Pain Bhulekhe.
- 2002: Zanjeeri.
- 2003: Mutiyare.
- 2004: Panjebaan.
- 2005: Singh Soorme.
- 2007: Mundri.
- 2009: Hoor.
- 2011: Shaan-E-Kaum.
- 2012: Jhanjhar.

## Canciones populares
- «Hoor» (en el álbum Hoor).
- «Mundri» (en el álbum Mundri).
- «Panjebaan» (en el álbum Panjeban).
- «Sajjan Milade» (en el álbum Hoor).
- «Jogi» (en el álbum Mundri).
- «Chandol» (en el álbum Mundri).
- «Jattan De Putt» (en el álbum Panjebaan).
- «Dil Marjaane Nu» (Álbum Panjebaan).
- «Patari» (en el álbum Tere Pain Bhulekhe).
- «Charkha» (en el álbum Tere Pain Bhulekhe).
- «Teri Yaad» (en el álbum Zanjeeri).
- «Mittran da na chalda».